# فيردي كادويغلو
فيردي كادويغلو (بالهولندية: Ferdi Kadioglu)‏ (7 أكتوبر 1999 بآرنم في هولندا - ) هو لاعب كرة قدم هولندي في مركز الوسط. لعب مع إن إي سي نيميخن.

## وصلات خارجية
- فيردي كادويغلو على موقع الاتحاد الأوربي (الإنجليزية)
- فيردي كادويغلو على موقع اتحاد تركيا (لاعب) (الإنجليزية)
- فيردي كادويغلو على موقع إي إس بي إن إف سي (الإنجليزية)
- فيردي كادويغلو على موقع قاعدة بيانات كرة القدم.إي يو (الإنجليزية)
- فيردي كادويغلو على موقع ليكيب (الفرنسية)
- فيردي كادويغلو على موقع ناشيونال فوتبول تيمز (الإنجليزية)
- فيردي كادويغلو على موقع Soccerbase.com (لاعب) (الإنجليزية)
- فيردي كادويغلو على موقع Soccerway.com (الإنجليزية)
- فيردي كادويغلو على موقع عالم كرة القدم.نت (الإنجليزية)
- فيردي كادويغلو على موقع AS.com (الإسبانية)